# Sporting Clube de Portugal (hockey su pista)
Lo Sporting Clube de Portugal è la sezione di hockey su pista della società polisportiva Sporting Clube de Portugal avente sede a Lisbona.
Nella sua storia ha vinto in ambito nazionale 9 campionati nazionali, 4 Coppe del Portogallo, 2 Supercoppe portoghesi e 2 Elite Cup. In ambito internazionale vanta 4 Euroleghe, 3 Coppe delle Coppe, 2 Coppa CERS/WSE e 2 Coppe Continentale.
La squadra disputa le proprie gare interne presso il Pavilhão João Rocha, a Lisbona.

## Palmarès

### Competizioni nazionali
17 trofei
- Campionato portoghese: 9

1939, 1975, 1976, 1977, 1978, 1982, 1987-1988, 2017-2018, 2020-2021
- Coppa del Portogallo: 4

1975-1976, 1976-1977, 1983-1984, 1989-1990
- Supercoppa del Portogallo: 2

1982, 2015
- Elite Cup: 2 (record condiviso con il Benfica e il Porto)

2016, 2018

### Competizioni internazionali
11 trofei
- CERH European League: 4 (record portoghese)

1976-1977, 2018-2019, 2020-2021, 2023-2024
- Coppa delle Coppe: 3 (record condiviso con l'Oeiras e il Roller Monza)

1980-1981, 1984-1985, 1990-1991
- Coppa CERS/WSE: 2

1983-1984, 2014-2015
- Supercoppa d'Europa/Coppa Continentale: 2

2019-2020, 2021-2022

## Statistiche

### Partecipazioni ai campionati
| Livello | Categoria  | Partecipazioni | Debutto   | Ultima stagione |
| ------- | ---------- | -------------- | --------- | --------------- |
| 1º      | 1ª Divisão | 51             | 1939      | 2022-2023       |
| 2º      | 2ª Divisão | 9              | 1943      | 2011-2012       |
| 3º      | 3ª Divisão | 2              | 1999-2000 | 2010-2011       |

### Partecipazioni alla coppe nazionali
| Competizione              | Partecipazioni | Debutto | Ultima stagione |
| ------------------------- | -------------- | ------- | --------------- |
| Coppa del Portogallo      | 34             | 1963    | 2022-2023       |
| Supercoppa del Portogallo | 7              | 1982    | 2018            |
| Elite Cup                 | 6              | 2016    | 2022            |

### Statistiche relative alle competizioni internazionali

#### Partecipazioni alla coppe internazionali
| Competizione                                 | Partecipazioni | Debutto   | Ultima stagione |
| -------------------------------------------- | -------------- | --------- | --------------- |
| Coppa dei Campioni/Champions League/Eurolega | 11             | 1975-1976 | 2022-2023       |
| Coppa delle Coppe                            | 7              | 1980-1981 | 1994-1995       |
| Supercoppa d'Europa/Coppa Continentale       | 6              | 1981-1982 | 2021-2022       |
| Coppa CERS/WSE                               | 5              | 1983-1984 | 2015-2016       |
| Coppa Intercontinentale                      | 1              | 2021      | 2021            |

#### Bilancio degli incontri nelle coppe europee
Dati aggiornati al 5 maggio 2023.
| Competizione                                 | Partite | Partite  | Partite | Partite   | Reti  | Reti   |
| Competizione                                 | Giocate | Vittorie | Pareggi | Sconfitte | Fatte | Subite |
| -------------------------------------------- | ------- | -------- | ------- | --------- | ----- | ------ |
| Coppa dei Campioni/Champions League/Eurolega | 67      | 44       | 7       | 16        | 368   | 201    |
| Coppa delle Coppe                            | 34      | 23       | 2       | 9         | 236   | 146    |
| Supercoppa d'Europa/Coppa Continentale       | 11      | 4        | 0       | 7         | 27    | 56     |
| Coppa CERS/WSE                               | 29      | 20       | 2       | 7         | 234   | 100    |
| Coppa Intercontinentale                      | 2       | 1        | 0       | 1         | 9     | 11     |
| Totale                                       | 143     | 92       | 11      | 40        | 874   | 514    |

## Organico 2023-2024

### Giocatori
| N° | Naz.                  | Ruolo | Sportivo           |  |  |  |
| -- | --------------------- | ----- | ------------------ |  |  |  |
| 7  | Portogallo (bandiera) | E     | Rafael Bessa       |  |  |  |
| 9  | Spagna (bandiera)     | E     | Ferrant Font       |  |  |  |
| 14 | Italia (bandiera)     | E     | Alessandro Verona  |  |  |  |
| 17 | Argentina (bandiera)  | E     | Matías Platero     |  |  |  |
| 44 | Portogallo (bandiera) | E     | João Souto         |  |  |  |
| 57 | Spagna (bandiera)     | E     | Toni Pérez         |  |  |  |
| 61 | Portogallo (bandiera) | P     | Ângelo Girão       |  |  |  |
| 87 | Portogallo (bandiera) | E     | Focundo Bridge     |  |  |  |
| 88 | Portogallo (bandiera) | E     | Henrique Magalhães |  |  |  |
| 91 | Portogallo (bandiera) | P     | José Diogo         |  |  |  |
| 99 | Argentina (bandiera)  | E     | Gonzalo Romero     |  |  |  |

### Staff tecnico
- Allenatore:  Alejandro Domínguez

### Annotazioni
1. 1 2 3 4  Posizione in classifica e/o turno al momento dell'interruzione delle varie competizioni nella stagione 2019-2020 e 2020-2021 a causa del diffondersi della pandemia di COVID-19 in Europa

### Fonti
1. ↑  Il campionato nazionale non venne disputato perché la Direzione Generale dello Sport dichiarò che mancavano i mezzi logistici e finanziari per organizzare una competizione nazionale.
2. ↑  Il campionato nazionale non venne disputato perché le squadre delle federazioni regionali di Braga, Porto, Coimbra, Leiria, Azzorre e Lourenço Marques si rifiutarono di per organizzare una competizione nazionale.